# Gabarnac
Gabarnac là một xã trong tỉnh Gironde, thuộc vùng Nouvelle-Aquitaine của nước Pháp, có dân số là 266 người (thời điểm 1999). Gabarnac là một nơi trồng nho, thuộc vùng trồng nho Premières Côtes de Bordeaux và Cadillac.